# Myrteola nummularia
El huarapo, ñaurapo, daudapo o zarapito  (Myrteola nummularia) es una planta de la familia Myrtaceae, nativa del Sudamérica en la zona sur y Austral de Chile y  Argentina.

## Características
Arbusto o subarbusto perenne de hábito acojinado, que puede llegar a alcanzar alrededor de 10 cm de altura y 50 cm de anchura. Presenta ramas rojizas y hojas pequeñas. 
Sus flores son pequeñas y hermafroditas, con 4 a 5 pétalos, y de 9 a 18 estambres; florece a fines de primavera y verano. 
Fruto una baya subglobosa, comestible, de color rojizo, con numerosas semillas.
Su hábitat son zonas húmedas y partes elevadas pantanosas, especialmente con presencia de musgos (Sphagnum).

## Distribución
Se encuentra en Chile desde la región del Biobío a la región de Magallanes y en la isla de Juan Fernández y en Argentina en las regiones de Neuquén, Río Negro, Santa Cruz, y Tierra del Fuego.

## Usos
las bayas de este fruto silvestre tienen una pulpa suave y jugosa y un delicioso sabor dulce ligeramente aromáticos. Se pueden consumir frescos o ser utilizados para diversas preparaciones, tales como mermeladas y licores artesanales.
Sus hojas  pueden ser utilizadas como un sustituto del té.
Como planta ornamental, debido a su forma, hace una excelente cobertura vegetal.